# Пушкарная слобода (исторический район Курска)
Пушка́рная слобода́ — исторический район современного Центрального округа города Курска, располагающийся на левом (восточном) берегу реки Кур от Стезевой дачи до кладбищ на Шоссейной улице (теперь — улица Карла Маркса). Включает улицы 1-ю Офицерскую, 2-ю Офицерскую, 3-ю Офицерскую, 1-ю Пушкарную, 2-ю Пушкарную, 3-ю Пушкарную, а также переулки 1-й Офицерский, 2-й Офицерский, Пушкарный, Школьный, Южный; часть улиц Красный Октябрь, Ломакина, Школьной.1-й Пушкарный переулок, 1-ю и 2-ю Бугорские улицы, улицы Кавказские и Институтские, и прилегающие к ним переулки. А так же улицу Межевая и Межевой переулок.

## Происхождение названия
Название района происходит от рода занятий слободчан — пушкарей, поселившихся с другими служивыми людьми у восстановленной Курской крепости.

## История
Возникновение пригородной Пушкарной слободы связано с восстановлением воеводой Иваном Полевым и головой Нелюбом Огаревым по указу царя Федора Иоанновича Курской крепости на границе Русского царства в 1596 году. В приграничный город у «сторожевой черты» из Москвы и других городов в Курск для защиты крепости переводились в числе других служивых людей и пушкари. В 1626 году в Курске и уезде служило: детей боярских — 864 человека, казаков — 299 человек, стрельцов — 200 человек, пушкарей и других — 39 человек. Позднее в слободе проживали крестьяне, которые в первую очередь занимались хлебопашеством.
Пушкарная слобода административно подчинялась властям Курского уезда, она входила в состав Казацкой волости, центром которой являлась другая пригородная слобода — Казацкая. В конце XIX века в городской думе рассматривался вопрос о присоединении пригородных слобод к городу, но этому противодействовали сами слободчане из-за опасения повышения налогового бремени в случае присоединения. Однако несколько лет спустя сложилась обратная ситуация: сами городские власти препятствовали включению пригородных слобод в городское хозяйство по причине санитарного неблагополучия.
После Октябрьской революции вошла в состав Казацкого сельсовета. 14 июня 1924 года Казацкая волость упразднена, а Пушкарная слобода была включена в Ямскую волость. 30 июля 1928 года Ямская волость была упразднена, а Пушкарная слобода была включена в состав Курского района, в январе 1935 года Курский район был разделён на три района и Пушкарная слобода вошла в состав Стрелецкого района. По указу Президиума Верховного Совета РСФСР от 19 сентября 1939 года Пушкарная слобода вошла в городскую черту Курска, став частью Ленинского района города. Также на пушкарной слободе была основана МБОУ Сош № 13 